# Air Pockets

Air Pockets est un court-métrage  muet américain réalisé par Fred Hibbard et sorti en 1924.

## Fiche technique
- Titre original : Air Pockets
- Réalisation : Fred Hibbard
- Production : Jack White
- Date de sortie : États-Unis : 25 mai 1924

## Distribution
- Lige Conley : Octavius Jones, inventeur
- Earl Montgomery : Uranius Holmes, detective
- Sunshine Hart : mère de Peg
- Olive Borden : sœur de Morgan
- Peggy O'Neil : Peg
- Otto Fries : Sanford Morgan